# Noorduyn
Noorduyn foi uma fabricante de produtos aeronáuticos e acessórios, especializada em materiais compósitos de alto desempenho. Sua sede é em Montreal e possui escritórios em todo o mundo, servindo os mercados de aviação militar, comercial e de negócios.
A empresa foi originalmente estabelecida como Noorduyn Aircraft Limited, uma fabricante de aeronaves, pelo imigrante holandês Robert B. C. Noorduyn e Walter Clayton, no ano de 1933, e no início de 1934 adquiriu a fábrica Curtiss-Reid em Cartierville, próximo a Montreal. Em 1935, começou a operar com o nome Noorduyn Aviation.

## Produtos
A primeira aeronave construída foi o Noorduyn Norseman Mk I em 1934, fazendo seu voo inaugural em 1935.
Cinco versões desta aeronave foram lançadas até o início de 1946, quando a empresa foi adquirida pela Canadian Car & Foundry (CCF).
Durante a Segunda Guerra Mundial, a Noorduyn começou a produzir aviões de treinamento AT-16 para a Real Força Aérea Canadiana, produção que foi mantida pela CCF após a aquisição.

## Noorduyn Norseman Aircraft Limited
Em maio de 1953, a CCF vendeu todos os direitos do Norseman para a Noorduyn Norseman Aircraft Ltd., uma empresa formada e liderada por Noorduyn, que foi vendida para a Norco Associates em 1982. A Norco Associates não construiu nenhuma nova aeronave, mas manteve-se prestando auxílio aos operadores do Norseman.
Por último, a Noorduyn estava especializada em produzir sistemas de armazenamento para o interior de aviões comerciais (carrinhos de galley, transportadores, gavetas, bandejas de forno, caixas, berços, etc.) e contêineres para uso em transporte militar.